# Vairumati
Vairumati est un tableau du peintre français Paul Gauguin réalisé en 1897. Cette huile sur toile est conservée au musée d'Orsay, à Paris.

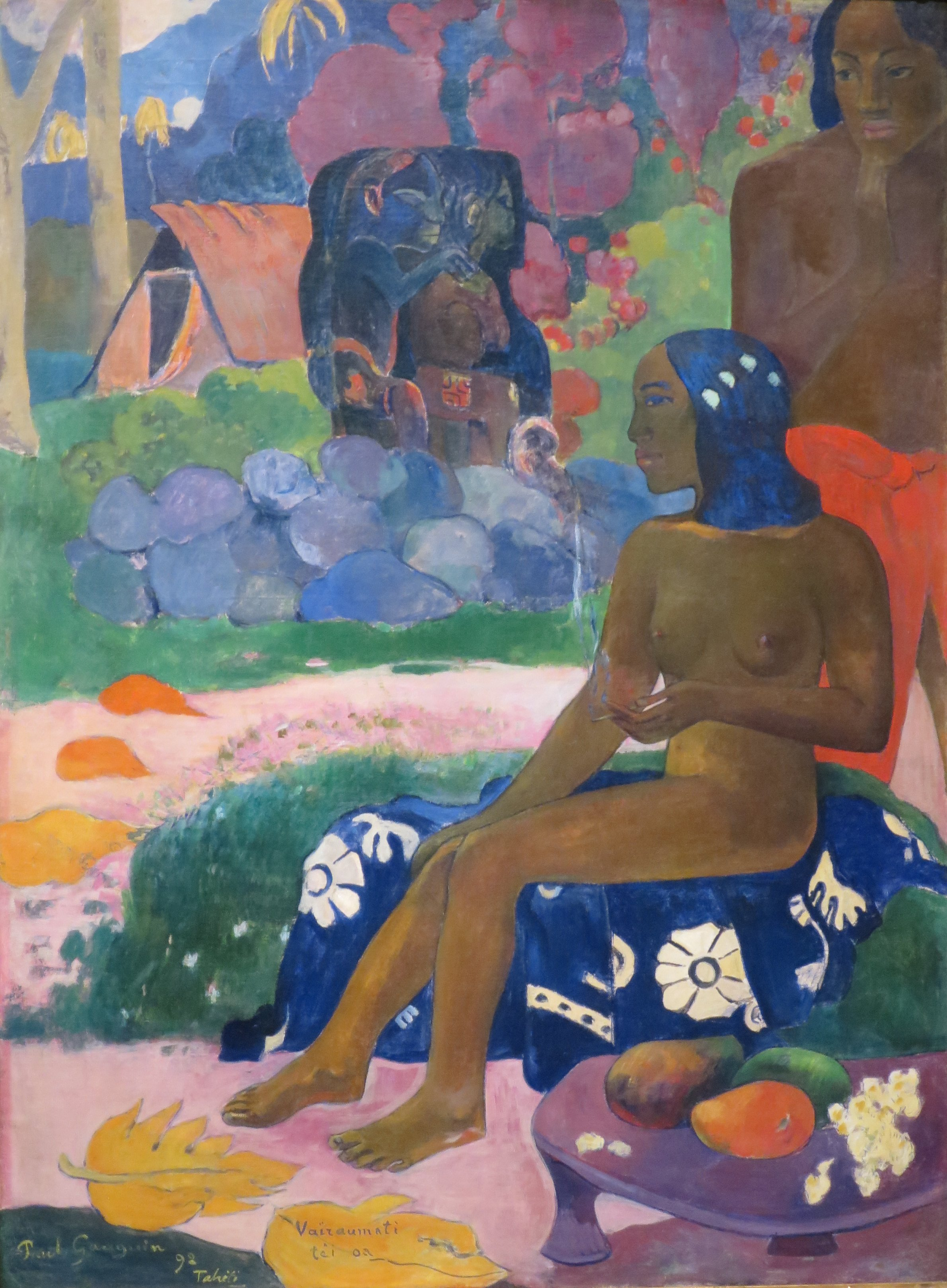
Son nom est Vairaumati, 1892 – Musée des Beaux-Arts Pouchkine, Moscou.